# Breakbeat psicodélico
El breakbeat psicodélico o psybreaks (anglicismo derivado de psycodelic breakbeat) es un género musical de música electrónica que se desarrolló de una fusión de psytrance, psybient y breakbeat old skool en la mitad de los años 2000, mezclando ritmos breakbeat con técnicas y texturas del psybient y del psytrance. Actualmente los artistas de este género se encuentran en la escena del psytrance. Algunos de los artistas de psybreaks más conocidos son Mood Deluxe, Digitalis, Deviant Electronics, Polyploid, Far Too Loud, Rex y the Commercial Hippies.